# Nicușor Eșanu
Nicușor Eșanu (Bucarest, 12 de diciembre de 1954) es un deportista rumano que compitió en piragüismo en la modalidad de aguas tranquilas.
Participó en dos Juegos Olímpicos de Verano en los años 1976 y 1980, obteniendo una medalla de plata en la edición de Moscú 1980 en la prueba de K4 1000 m. Ganó siete medallas en el Campeonato Mundial de Piragüismo entre los años 1975 y 1981.

## Palmarés internacional
| Juegos Olímpicos   | Juegos Olímpicos         | Juegos Olímpicos  | Juegos Olímpicos |
| Año                | Lugar                    | Medalla           | Evento           |
| ------------------ | ------------------------ | ----------------- | ---------------- |
| 1980               | Moscú (URSS)             | Medalla de plata  | K4 1000 m        |
| Campeonato Mundial |                          |                   |                  |
| Año                | Lugar                    | Medalla           | Evento           |
| 1975               | Belgrado (Yugoslavia)    | Medalla de plata  | K1 4 × 500 m     |
| 1975               | Belgrado (Yugoslavia)    | Medalla de plata  | K4 10 000 m      |
| 1978               | Belgrado (Yugoslavia)    | Medalla de plata  | K2 500 m         |
| 1978               | Belgrado (Yugoslavia)    | Medalla de bronce | K2 10 000 m      |
| 1978               | Belgrado (Yugoslavia)    | Medalla de plata  | K4 1000 m        |
| 1979               | Duisburgo (RFA)          | Medalla de oro    | K2 10 000 m      |
| 1981               | Nottingham (Reino Unido) | Medalla de bronce | K2 10 000 m      |